# 細胞皮質

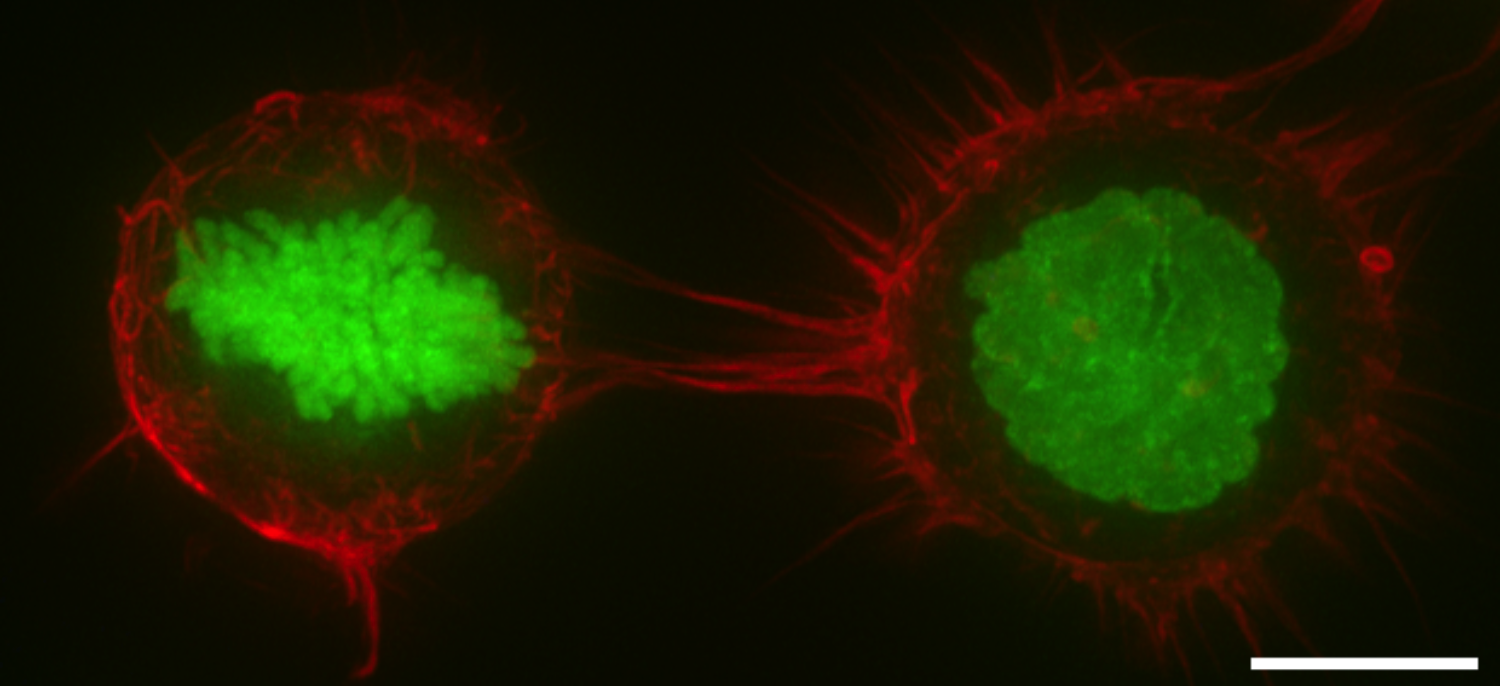
染色体を可視化する為に、ヒストンH2B-GFPを恒常的に発現するHeLa細胞をローダミンの蛍光色素を結合させたファロイジンによる着色で表示された細胞皮層におけるF-アクチンの分布。F-アクチンは赤で、ヒストンH2Bは緑で表示されている。左側の細胞は、染色体凝縮が展開中の有糸分裂の様子であり、右側の細胞は、有糸分裂前の待機中の状態である間期における(分裂に備える細胞核の)様子である。どちらの場合も、F-アクチンは細胞周辺に濃縮されている。(スケールバーの長さ: 10マイクロメートル)

細胞皮質または細胞皮層 (英語: cell cortex) は、細胞膜の内面の細胞質のタンパク質にある特殊な層のことである。「アクチン皮質」や「アクトミオシン皮質」とも呼ばれる。

## 概要
細胞膜の可動性と細胞の表面に関する特性の変調器としての機能を持つ。細胞壁を欠くほとんどの真核生物の細胞では、皮質はF-アクチンのフィラメント、ミオシンのモータータンパク質及びアクチン結合タンパク質で構成されるアクチンに富んだネットワークである。アクトミオシン皮質は細胞膜に付着しているERMタンパク質と呼ばれるフィラメントと細胞膜を架橋しているタンパク質を介して、細胞の形状制御において中心的な役割を果たしている。皮質のタンパク質の構成要素は急速にターンオーバーして、皮質を機械の様に硬く、高度な可塑性（しなやかさ）をもたらす。その二つの特性は、皮質の機能に必要不可欠なものである。大抵の場合、皮質の厚さは、100ナノメートルから1000ナノメートルまでの範囲内である。
一部の動物細胞では、タンパク質のスペクトリンが皮質に存在する場合がある。スペクトリンは、架橋アクチンフィラメントを通してネットワークを結合することに役立っている。スペクトリンとアクチンの比率は、その細胞の型によって異なる。スペクトリンのタンパク質とアクチンのマイクロフィラメントは、膜を透過する細胞膜に付着して膜の内外を行き来できる。スペクトリンのタンパク質とアクチンのマイクロフィラメントが形成した網状の構造体が重合と脱重合及び分岐による改変を繰り返す細胞内の形質膜の内側の細胞質基質に接する面に細胞皮質は付着している。
多くのタンパク質は、アクチン重合の役割を担うフォルミン、アクチンの分岐とキャッピングタンパク質を生じさせるArp2/3複合体を含む皮質の調節と変遷過程の管理に関与している。皮質の細胞骨格について、いかにフラクタル構造などの非常に複雑な網目構造が形成できるかは、アクチンの分岐プロセスとアクチン皮質の密度がどの程度かによって左右される。特殊な機能を持つ細胞は通常、非常に特異的な皮質アクチン細胞骨格を特徴としている。例えば、赤血球では、五角形または六角形の対称性を持つ二次元架橋弾性ネットワークで構成された細胞皮質が、細胞膜につなぎ合わされ、主にスペクトリン、アクチン、アンキリンによって形成される。神経繊維では、アクチン/スペクトル細胞骨格が周期的なリングの配列を形成し、精子の鞭毛ではらせん構造を形成している。
植物細胞については、皮層とは、茎や根の表皮と中心柱との間の部分を指すが、内皮の細胞壁には高等植物の木化に関与するリグニンや組織への水分の透過を防ぐスベリンを蓄積するカスパリー線があって、細胞皮層は形質膜の下にあるこれらの皮層微小管により補強されている。これらの皮層微小管の向きによって、細胞が成長する時に細胞がどのように伸長するかが決定される。

## 機能
- 有糸分裂において、F-アクチンとミオシンIIは、細胞球形化の為に高度な凝縮と均一な皮質を形成している。アクトミオシン皮質の活動によって生成された表面張力は、細胞内の静水圧を生じさせて、周囲の物質を変位させて細胞球形化を容易にする[14][15]。
- 細胞質分裂において、細胞皮質は、二つの娘細胞に分裂細胞を凝縮する為のミオシンの豊富な凝縮環を生じさせることに関し、中心的な役割を果たしている[16]。
- 細胞皮質のアクトミオシン複合体の収縮は、多くのガン細胞の転移に関して特徴的なアメーバ様遊走の鍵となっている[1][17][18]。